# Szmaciak (tkanina)

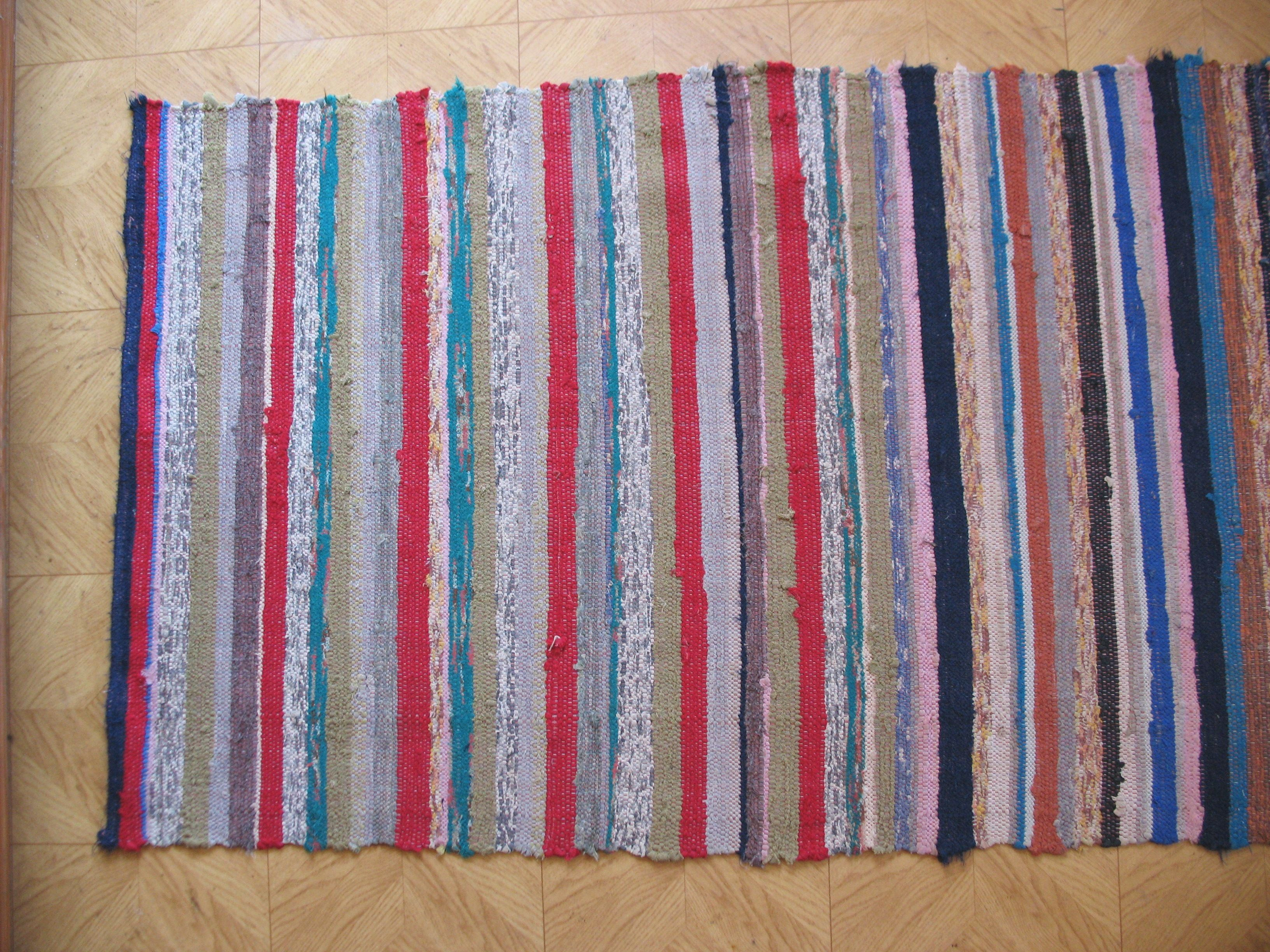
Chodnik szmaciak

Szmaciak – rodzaj chodnika wykonywany dawniej na wsi, w warunkach domowych, ze starej odzieży. 
Chodniki te wykonywano przy pomocy prostych warsztatów tkackich  na osnowie wykonanej z ręcznie przędzionej, przy pomocy wrzeciona lub kołowrotka, lnianej lub konopnej przędzy. Jako wątek wykorzystywano ścinki różnokolorowych tkanin, dzianin, futer, pociętą na paski starą odzież itp. 
Pocięte paski tkanin, szerokości ok. 1,5 cm, wiązano lub zszywano ręcznie w dłuższe kawałki, dobierając je kolorami następnie lekko skręcano. W chodniku z tak przygotowanego wątku widoczne były poprzeczne pasy. Często ścinki łączono przypadkowo, wówczas różnokolorowy wątek tworzył zupełnie przypadkowy wzór. Chodniki te zdobiły i chroniły deski podłóg wiejskich chat.